# Treidelheim (Rennertshofen)

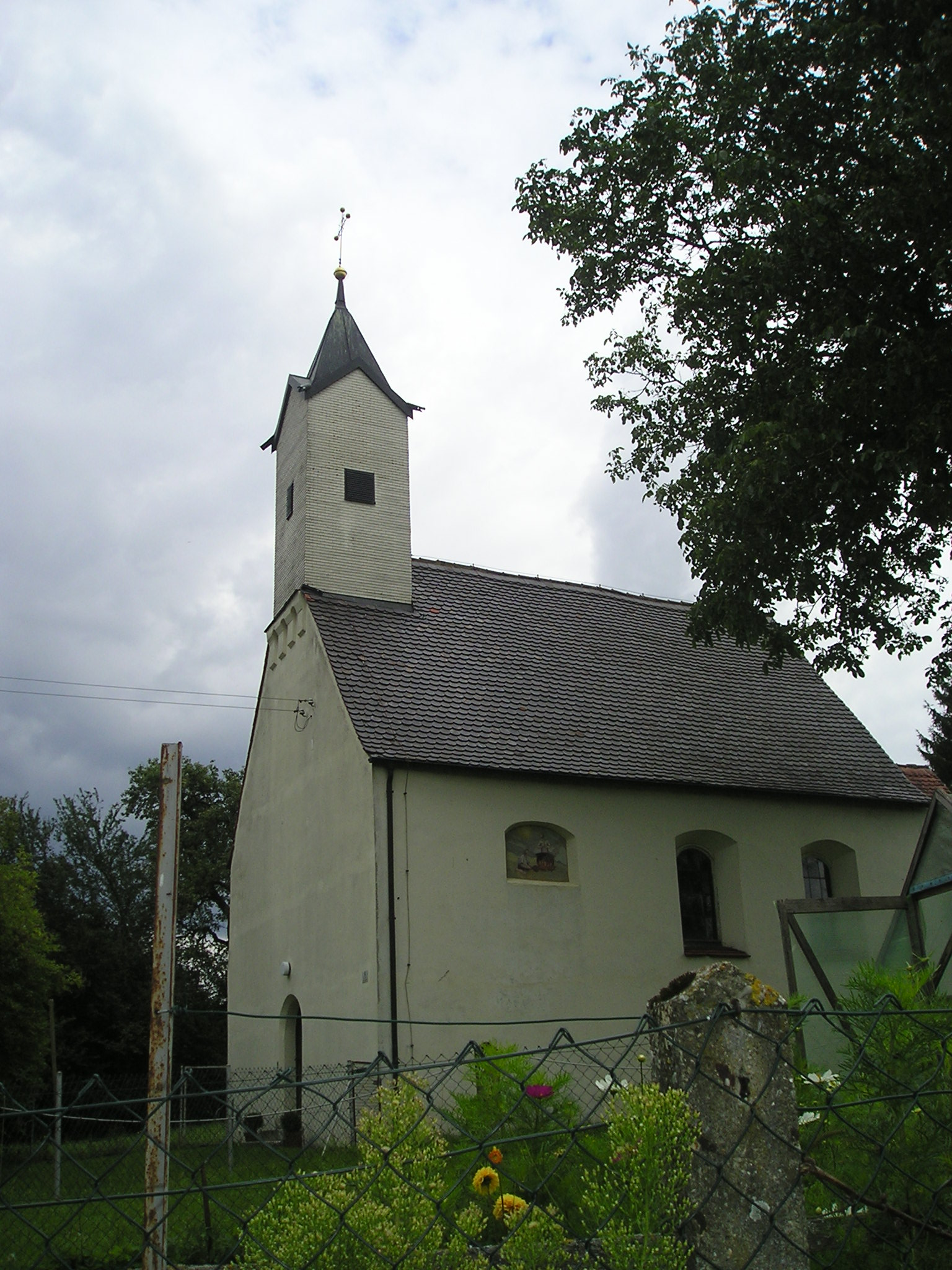
Dorfkapelle

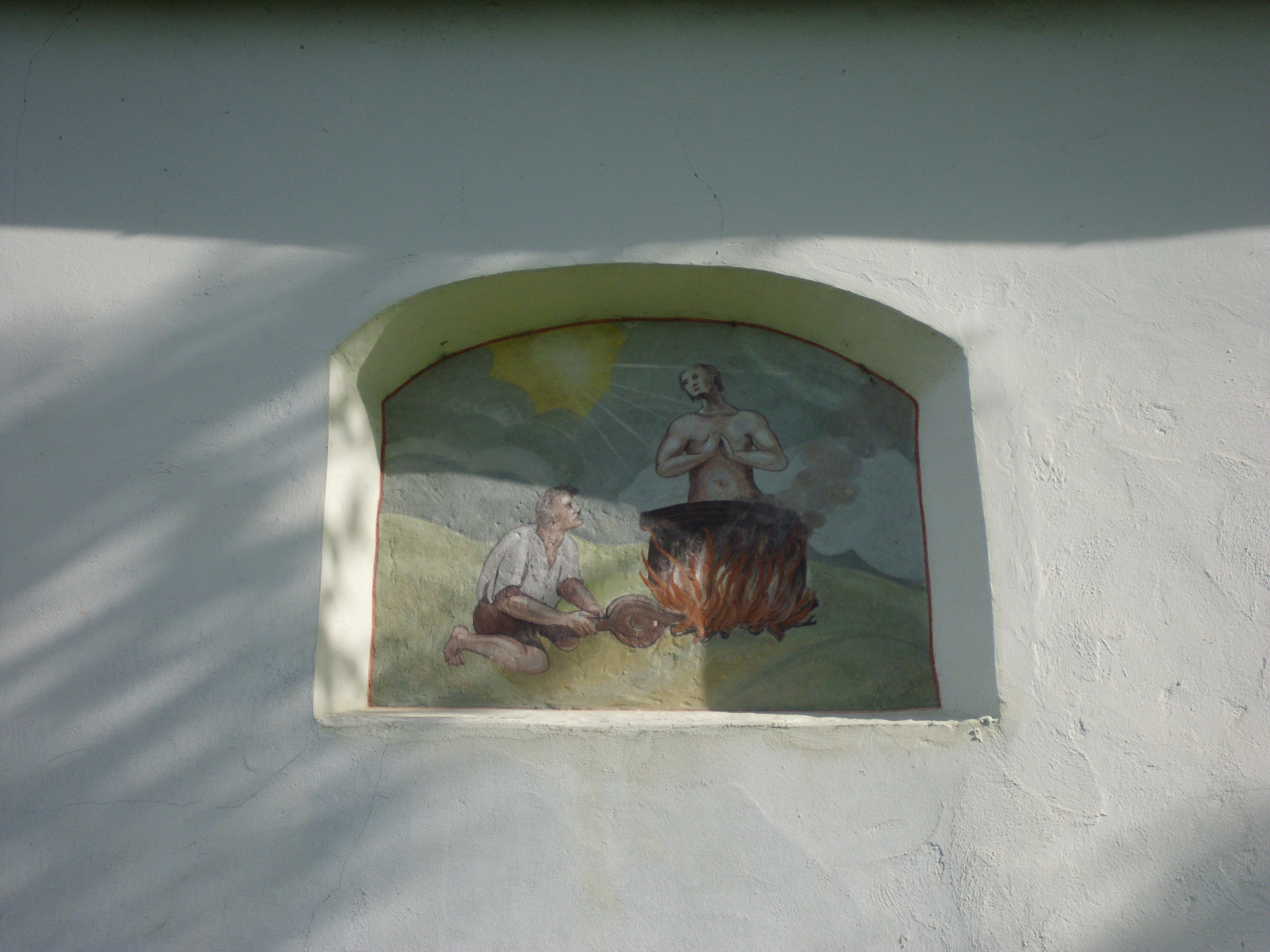
Außenfresko an der Südwand der Dorfkapelle: Martyrium des hl. Vitus

Treidelheim ist ein Kirchdorf und Ortsteil des Marktes Rennertshofen im Landkreis Neuburg-Schrobenhausen im Regierungsbezirk Oberbayern. Es gehört mit dem Gut Siglohe zur Gemarkung Mauern.

## Lage
Treidelheim liegt in der Südlichen Frankenalb nordnordöstlich vom Hauptort Rennertshofen am Übergang von der Donauebene zum Wellheimer Trockental. Zu erreichen ist das Dorf über die Staatsstraße St 2047, die vom Rennertshofener Ortsteil Hatzenhofen über Mauern schließlich nach Dollnstein führt. Durch das Dorf fließt der Sprösselbach.

## Geschichte
Der Ort ist erstmals 1291 als „Trudelnheim“ genannt. Er gehörte den Grafen von Lechsgemünd-Graisbach. Grundherren waren Graf Berthold III. von Lechsgemünd-Graisbach, der 1324 seinen Besitz dem Kloster Niederschönenfeld vermachte, und das Benediktinerinnenkloster Neuburg an der Donau. Mit dem Erlöschen der männlichen Linie ging die Grafschaft Lechsgemünd-Graisbach 1342 an die Wittelsbacher über, ab dem 16. Jahrhundert gehörte der Ort zum Pfalzgrafentum Neuburg, später bis zum Beginn des 19. Jahrhunderts zum churpfalzbaierischen Herzogtum Neuburg. Den Meierhof besaß das Kloster Niederschönenfeld, 1358 von Friderich, Herzog von Teck (Teckg), übereignet. 1600 bis 1800 erschienen als Grundherrn das Jesuitenkolleg Neuburg an der Donau, das Kastenamt Graisbach-Monheim, die Pfarrei Mariä Himmelfahrt in Mauern, das Kloster Niederschönenfeld und das Domherrnamt des Hochstiftes Augsburg in Mauern.
Im Königreich Bayern gehörte Treidelheim zum Steuerdistrikt Rennertshofen im Landgericht und Rentamt Graisbach-Monheim. Mit dem Gemeindeedikt von 1818 wurde das Dorf, damals Heimat von 32 Familien, zur Ruralgemeinde Mauern geschlagen. Bei der Trennung von Justiz und Verwaltung zum 1. Juli 1862 wurde Mauern mit Treidelheim in den Bezirk Donauwörth einbezogen.
1867 lebten im Ort mit seinen 47 Gebäuden 117 Personen. Am 1. Oktober 1879 kam die Gemeinde mit sechs weiteren Kommunen zum Amtsgericht Neuburg an der Donau und am 1. Januar 1880 zum Bezirksamt Neuburg an der Donau, dem späteren schwäbischen Landkreis Neuburg. In diesem Landkreis blieb Mauern mit seinen Ortsteilen bis 1978 eine selbstständige Gemeinde. Die Volkszählung vom 6. Juni 1961 ergab für Treidelheim 182 Einwohner und 35 Wohngebäude. Der Landkreis Neuburg kam im Zuge der Gebietsreform in Bayern 1972 nach Oberbayern und erhielt am 1. Mai 1973 die Bezeichnung Landkreis Neuburg-Schrobenhausen. Am 1. Mai 1978 erfolgte die Eingemeindung von Mauern mit Treidelheim und Siglohe in den Markt Rennertshofen; Treidelheim ist seitdem einer von 28 amtlich benannten Gemeindeteilen Rennertshofens.

## Katholische Filialkirche St. Vitus
Die zur katholischen Pfarrei Mauern gehörende Filialkirche St. Vitus liegt am Ostrand des Dorfes. Mit Pfalz-Neuburg war auch Treidelheim vorübergehend protestantisch; die aus der Spätromanik stammende Kirche war in dieser Zeit zu einem Wohnhaus umfunktioniert. 1632 wurde der Sakralbau im Dreißigjährigen Krieg durch die Schweden zerstört und 1640 unter Verwendung von Mauerresten der Vorgängerkirche wiederhergestellt. Mitte des 18. Jahrhunderts kamen neue Altäre in die Kirche. 1859 errichtete man den turmartigen Giebelreiter, der zwei Glocken enthält. Ein Außenfresko an der Südwand zeigt das Martyrium des Kirchenpatrons.

## Persönlichkeiten
- Leonhard Mayr, * 1590 in Treidelheim, † 5. Juli 1665, Doktor der Theologie, Pfarrer von St. Peter in Neuburg, Erbauungsschriftsteller, Verfasser von Traktaten gegen den Hexenwahn.[12][13]